# Gia tộc Adams
Gia tộc Adams là một gia đình chính trị nổi bật ở Hoa Kỳ từ cuối thế kỷ 18 đến đầu thế kỷ 20. Có trụ sở tại miền đông Massachusetts, họ thành lập một phần của cộng đồng Bà-la-môn Boston. Gia đình  khởi nguồn từ Henry Adams ở Barton St David, Somerset, ở Anh.
Gia tộc Adams là một trong bốn gia đình đã sản sinh ra hai tổng thống của Hoa Kỳ (John Adams và John Quincy Adams) những gia đình còn lại là Bush, Roosevelt, và Harrison.

## Thành viên

Con dấu của tổng thống John Adams.

- Henry Adams (1583–1646) sinh ra tại Barton St David, Somerset, Anh, người đầu tiên của gia tộc nhập cư đến New England, Hoa Kỳ.[2]
- John Adams Sr (1691–1761)
  - John Adams(1735–1826), tổng thống Hoa Kỳ thứ hai, đã kết hôn với Abigail Adams (nhũ danh Smith) (1744–1818).[3]
    - John Quincy Adams (1767–1848), tổng thống thứ sáu của Hoa Kỳ, kết hôn với Louisa Adams sinh ra ở Anh (nhũ danh Johnson) (1775–1852). 
      - George Washington Adams (1801–1829), thành viên của cơ quan lập pháp bang Massachusetts.[4]
      - John Adams II (1803–1834), thư ký riêng của cha mình.
      -  Charles Francis Adams Sr. (1807–1886), nghị sĩ quốc hội Hoa Kỳ và Đại sứ Hoa Kỳ tại Vương quốc Anh.[5]
        - John Quincy Adams II (1833–1894), luật sư và chính trị gia.[6]
          - George C. Adams (1863–1900), vận động viên đại học nổi tiếng và huấn luyện viên bóng đá tại Đại học Harvard.[7]
          -  Charles Francis Adams III (1866–1954), Bộ trưởng Hải quân Hoa Kỳ thứ 44, thị trưởng của Quincy, Massachusetts. 
            -  Charles Francis Adams IV (1910–1999), chủ tịch đầu tiên của Raytheon.

        - Charles Francis Adams Jr (1835–1915), Lữ đoàn trưởng trong Quân đội Liên minh trong Nội chiến Hoa Kỳ và là chủ tịch của Liên minh Đường sắt Thái Bình Dương từ năm 1884 đến năm 1890.[8]
          -  John Adams (1875–1964), kết hôn với Marian Morse.
            -  Thomas Boylston Adams (1910–1997), giám đốc điều hành, nhà văn và ứng cử viên chính trị.

        - Henry Brooks Adams (1838–1918), tác giả và nhà bình luận chính trị lỗi lạc, đã kết hôn với Marian Hooper Adams (nhũ danh Hooper) (1843–1885).
        -  Brooks Adams (1848–1927), nhà sử học và nhà khoa học chính trị.

    - Charles Adams (1770–1800), luật sư New York.
    -  Thomas Boylston Adams (1772–1832), thẩm phán và nhà lập pháp Massachusetts.

  -  Elihu Adams (1741–1775), quân nhân.

- Samuel Adams (1722–1803), nhà cách mạng, đại biểu cho Quốc hội Lục địa và thống đốc Massachusetts, anh họ thứ hai của John Adams.
- Samuel A. Adams (1934–1988), nhà sử học và nhà phân tích CIA.
- John Donley Adams (sinh năm 1974), chính trị gia và luật sư người Mỹ.

## Các thành viên từng học tại đại học Havard
- John Adams-khóa 1755
- John Quincy Adams-khóa 1788
- Charles Adams-khóa 1789
- Thomas Boylston Adams-khóa 1790
- George Washington Adams-khóa 1821
- John Adams II, bị đuổi học với hầu hết các lớp cao cấp trước khi tốt nghiệp năm 1823, sau đó nằm trong số những người được chỉ định là "Cử nhân Nghệ thuật vào năm 1823" và được thêm vào Danh sách sinh viên tốt nghiệp của Harvard
- John Quincy Adams II-khóa 1853
- Charles Francis Adams Sr-khóa 1825
- Charles Francis Adams Jr-khóa 1856
- Henry Brooks Adams-khóa 1858
- Brooks Adams-khóa 1870
- George C. Adams-khóa 1886
- Charles Francis Adams III-khóa 1888
- Roger Adams-khóa 1909
- Charles Francis Adams IV-khóa 1932
- Thomas Boylston Adams-khóa 1933 [9] (chưa tốt nghiệp) [10]
- Samuel A. Adams-khóa 1955

Adams House, một trong mười hai trường cao đẳng nội trú tại Harvard, được đặt theo tên của John Adams và các thành viên sau này của gia đình Adams.